# 김관진 (군인)
김관진(金寬鎭, 1949년 10월 18일 ~ )은 대한민국의 장군, 정무직 공무원이다.
노무현 정부에서 합동참모본부 의장, 이명박 정부 및 박근혜 정부에서 제43대 국방부 장관을 지냈고, 박근혜 정부에서 국가안보실장을 역임했다.

## 생애
1949년 10월 18일 전라북도 남원시 운봉읍에서 태어났다. 조상들의 선산과 고향은 임실군 임실읍에 있다. 선대는 500년간 임실에서 살았고, 김관진은 남원에서 출생해 전주북중을 졸업할 때까지 학창시절을 전주에서 보냈다.
1968년 육군사관학교 28기로 입학해 서독 육군사관학교에서 유학했다.
선후배들 사이에서 ‘레이저 김’, ‘독일병정’으로 불렸다고 전해지며, 야전 경험이 풍부한 작전통으로 전략, 정책, 전력증강 분야 등의 경험도 있다.
보병 제 15사단 52대대장 및 사단 작전참모를 거쳐 수도기계화보병사단 26기계화보병여단장, 육군 제35보병사단장, 육군본부 기획관리참모부장, 제2군단장, 합참 작전본부장, 제3야전군 사령관, 제33대 합동참모의장 등을 지냈다.
2010년 12월 4일 이명박 정부에서 제43대 국방부 장관에 임명되었다.
전임 국방부 장관 김태영은 서독 육사 후배로 2010년 연평도 포격으로 물러났다.
대통령 이명박은 김관진을 국방부 장관에 내정한 후 “만약 북한 도발에 우리가 강력히 대응할 경우, 북한이 서울에 포탄을 떨어트릴 가능성이 있는 것 아닙니까?”라고 물었고, 이에 김관진은 “북한은 전면전으로 확전하지 못할 것입니다. 그리고 대통령님께서 이겨내셔야 합니다. 이겨내지 못하면 계속 북에 끌려다닐 수밖에 없습니다. 돈을 줘도 북한이 도발을 계속하는 이유는 우리 군의 미온적 대응 때문이라고 봅니다. 확실하게 응징하면 추가 도발을 하지 못할 것입니다.”라고 답하였다.
국방부 장관 인사청문회에서도 ‘전투기로 대응 타격할 경우 확전 가능성’에 대한 질의에 "확전으로 비화하지 않았을 것이다. 한·미 연합 정보 자산이 북한의 전면전 준비 징후를 면밀히 보고 있고, 이에 따른 억제 수단을 우리 군은 갖고 있다. 북한의 경제 사정과 정치적 승계문제 등 내부 불안 요소를 감안하면 북한도 전면전을 벌이기 어려운 상황이라고 본다."고 답하고, ‘그동안 북한에 돈을 줘 왔지만 도발이 계속되는데 이유가 뭐라고 보나’는 취지의 질의에 "우리 군의 미온적 대응 때문이라고 본다. 확실하게 응징하면 추가 도발을 하지 못할 것이다. 강력한 대응 외엔 답이 없다." 답하는 등으로 여야 국회의원들의 신뢰를 받았다. 야당 정동영 의원은 "소신 있는 답변으로 국방장관 잘 뽑았다는 평을 오전에 들었다"고 했고, 같은 당의 신학용 의원은 "후보자의 확고한 대북 대응자세에 대해 많은 국민도 든든해하시리라 믿는다"고 했다.
김관진은 국방부 장관 취임 후 북한(조선민주주의인민공화국) 도발에 대해 “원점, 지원세력은 물론 지휘세력까지 타격하라”며 강력하게 응징하겠다는 의지를 끊임없이 강조하여 북한 도발을 사전에 억제하는 효과를 거뒀다.
김병관 국방부 장관 내정자가 장관으로 내정된 지 38일만에 자진사퇴하게 되어 박근혜 정부 출범 이후 2013년 3월 22일 대한민국 헌정사상 전 정부의 국방부 장관으로서는 최초로 유임되었다.
2014년 6월 1일 박근혜 정부에서 김장수의 후임으로 제2대 국가안보실장으로 지명되어 2017년 5월까지 근무했다.

### 형사재판
2017년 9월 8일 국방부는 「사이버사령부 댓글사건 재조사 TF」를 구성하였고, 김관진 국방부 전 장관에게 심리전 대응결과가 보고 되었는지 확인한 결과, 과거 수사기록에서 530단 상황일지와 대응결과 보고서로 추정되는 문서들이 편철되어 있음을 발견하였고, 당시 수사과정에서도 장관에게 보고했다는 진술이 다수 있었음을 확인하였다.
2017년 11월 11일 이명박 정부 시절 군 댓글 공작을 지시하는 등 혐의로 구속되었다. 국군 사이버사령부에 정부 여당을 지지하고 야당을 비판하는 온라인 공작활동을 지시하는 등 불법적 정치관여를 한 혐의가 있다. 또한 국가안보실장 시절엔 세월호 사태의 상황보고 일지를 조작하는 데 관여했다는 의혹이 있다.
그러나 서울중앙지방법원 형사51부(재판장 신광렬)는 22일 김 전 장관의 구속적부심사를 열고 그의 석방을 결정함으로써, 11일만에 풀려났다. 이후에는 '군 정치공작'에 대한 국방부 조사를 축소·은폐한 혐의로 3개월여 만에 다시 구속 기로에 놓이게 되었으나, 허경호 서울중앙지법 영장전담부장판사는 2018년 3월 7일 김 전 장관에 대한 검찰의 두 번째 구속영장 청구를 기각하였다.
2019년 2월 21일 서울중앙지법 형사합의23부(김태업 부장판사)는 군형법상 정치관여 혐의를 유죄로 인정하여 김관진 전 장관에게 징역 2년 6개월을 선고했다. 다만 별도의 재판을 받고 있다는 점과 구속적부심을 통해 풀려났다는 점을 고려해, 법정구속을 하지는 않았다.

## 국군사이버사령부 부대원 정치관여 지시
2011년 7월 1일 국군사이버사령부가 국방부장관이 직접 지휘·감독을 하는 국방부장관 소속 부대로 변경되면서, 김관진은 국방부 장관으로서 국방부 장관 소속 부대인 국군사이버사령부의 사이버심리전 등 작전 수행에 대한 직접적인 지휘·감독권을 행사하였다.
김관진은 국방부 장관으로 취임한 이후 국방부 정책실장 임관빈과 공동하여 '대한민국의 정통성과 자유민주주의 체제를 부정하면서 북한의 노선을 무비판적으로 추종하는 세력'을 종북세력이라고 인식하면서, '김일성 주체사상 및 선군혁명노선을 미화·찬양하는 등 북한의 대남혁명노선을 지지·선전하는 세력' 뿐만 아니라, '대한민국 사회 및 정부를 왜곡·중상·모략하는 세력'도 종북세력에 포함되고 '대통령과 정부 여당의 정책에 반대하거나 북한으로부터 동조를 받는 정책과 의견을 가진 사람과 단체'도 종북세력의 영향권에 내에 있는 세력이라고 보고 이들을 모두 국군의 적에 해당한다고 규정하여, 사이버 공간에서 정부 여당의 정책에 반대하거나 국정 수행에 비협조적인 사람과 단체, 즉 야당, 야당 정치인 등 야권 인사, 야권 성향의 시민단체 등을 공박하는 내용으로 국군사이버사령부가 사이버심리전을 전개해야 한다고 판단하였다.
특히, 김관진과 임관빈은 2010년 6월 2일 지방선거 및 2011년 10월 26일 서울시장 보궐선거에서 야당이 승리한 것은 북한 및 종북세력이 좌익세력과 연합하여 대남 사이버심리전을 전개한 결과 북한이 승리한 것이라고 규정하고, 2012년 4월 11일 국회의원 선거, 2012년 12월 19일 대통령 선거와 관련하여 국군사이버사령부가 적극적으로 사이버심리전을 수행하여 정부와 여당이 승리하도록 하는 것을 2012년도 무렵의 사이버심리전 기조로 설정하였다.
이에 김관진과 임관빈은 각각 국방부 장관 및 정책실장으로 취임한 직후부터 국군사이버사령부로부터 국정, 정부정책, 선거 등에 관한 이슈와 관련하여 대통령·정부·여당을 지지하는 내용, 야당 및 야당 정치인 등 대통령·정부·여당에 대해 반대하는 주체들을 공박하는 내용으로 인터넷 사이트, SNS 등에 동영상을 포함한 게시글, 댓글을 작성하거나 트위터를 이용하여 트윗 또는 리트윗하는 등의 작업을 실행한 내역 및 그에 따른 사이버상의 여론 변화내용이 담긴 국내외 일일 사이버 동향 및 대응작전결과를 매일 국군사이버사령부로부터 보고받고 그 내용을 검토한 후 이를 다시 국군사이버사령부에 보냄으로써, 국군사이버사령부가 위와 같은 내용으로 사이버심리전을 수행하는 것을 승인하고 향후 동일한 방식으로 사이버심리전을 계속 수행할 것을 지시하였다.
2012년 1월경 김관진은 대통령과 그 주변 인물을 소재로 하여 주로 대통령·정부·여당을 비난하는 팟캐스트 방송 '나는 꼼수다'를 종북·반정부세력 방송으로 규정하고, 임관빈으로 하여금 국방부장관 소속 부대 지휘관 등에게 '군 장병들이 나는 꼼수다 등 종북·반정부 앱을 휴대전화에서 삭제하도록 조치할 것'을 지시하게 하였고, 실제로 2012년 2월 16일 임관빈은 국방부장관 소속 부대 지휘관 등이 참석하는 회의를 주관하면서 위 김관진의 지시를 이행하였으며, 그 후 김관진과 임관빈은 국군사이버사령부로부터 위 지시에 대한 비방 의견을 반박하는 내용으로 사이버심리전을 수행한 결과를 보고받고 이를 승인하면서 향후 동일한 방식으로 사이버심리전을 계속 수행할 것을 지시하기도 하였다.
아울러 2012년 3월 9일 김관진과 임관빈은 국군사이버사령부 사령관 연제욱에게 '가용 인원 전원을 투입하여 2012년 4월 11일 국회의원 선거에 관한 사이버심리전을 수행하여 보수우익 세력이 결집할 수 있도록 하라.'고 지시하여, 연제욱과 530단장 이태하 등 국군사이버사령부 부대원들로 하여금 가용인원을 전부 투입하는 24시간 총력 대응태세를 유지하면서 국회의원 선거와 관련하여 대통령·정부·여당을 지지하는 내용, 야당 및 야당 정치인 등 대통령·정부·여당에 대해 반대하는 사람과 단체들을 공박하는 내용으로 사이버심리전을 수행하도록 하였다.
김관진과 임관빈은 국군사이버사령관 연제욱 및 옥도경으로부터 매일 국방·안보 현안을 넘어서는 정치적인 이슈들에 대한 국군사이버사령부 530단의 사이버심리전 대응 작전 수행 결과(「한미 FTA를 반대하는 야당에 대한 비판」, 「제주해군기지를 반대하는 일부 야당 정치인들에 대한 비판」, 「무상급식을 주장하는 BC 후보, BD 등 비판」, 「탈북자는 변절자라고 발언한 BE 의원에 대한 비판」, 「BF당 BG 의원의 애국가 제창 거절 비판」, 「BH당 BI 의원의 최루탄 투척 비판」, 「BJ 정권의 햇볕정책 비판」, 「소위 종북세력으로 불리는 일부 국회의원들에 대한 비판」, 「BK을 민족 반역자라고 발언한 야당 국회의원 BL에 대한 비판」 , 「NLL 관련 발언들에 대한 일부 정치인 비판」 등)를 보고받고 작전내용을 승인함으로써 향후에도 그와 같은 방식으로 사이버심리전을 계속할 것을 지시하였다.
이처럼 2011년 11월 18일부터 2013년 6월 8일까지 김관진과 임관빈은 사령관 연제욱, 옥도경, 이태하 및 국군사이버사령부 소속 부대원들과 순차적으로 공모하여 총 8,862회에 걸쳐 인터넷 사이트 및 SNS 등에 동영상을 포함한 게시글 및 댓글을 작성하거나 트위터를 이용하여 트윗 또는 리트윗하는 등의 방법으로 정치적 의견을 공표하였다(군형법 제94조 및 형법 제30조 위반, 정치관여 공동정범).

## 비판
군인 신분에 충실하지 못한 행동으로서 본인 프로파간다를 한 이력이 있다. 다음과 같은 합성 사진을 유포함으로서 본인의 우상화를 꾀한 적이 있다.
- 타격왕 관진(주먹왕 랄프 패러디)
- 불멸의 김관진(불멸의 이순신 패러디)
- 로보트 국방 V(로보트 태권 V 패러디)
- 해결사 김관진(해결사 패러디)

## 학력
- 전주중앙초등학교
- 전주북중학교
- 서울고등학교
- 1972년: 육군사관학교  제28기 학사
- 1977년: 육군보병학교 졸업
- 1982년: 육군포병학교 졸업
- 1984년: 육군기계화학교 졸업

## 경력
- 1972년 3월: 육군 소위 임관
- 1983년 4월: 육군 15사단 50연대 2대대장, 15사단 작전참모
- 1990년 9월: 육군 수도기계화보병사단 26기계화보병여단장
- 1992년 3월: 합동참모본부 군사전략과장
- 1993년 12월: 대통령비서실 파견 근무
- 1996년 1월: 육군교육사령부 전투개발부 차장
- 1996년 11월: 육군본부 비서실장
- 1998년 4월: 육군본부 기획관리참모부 전략기획처장
- 1999년 4월: 육군 35사단장
- 2000년 10월 ~ 2002년 10월: 육군본부 기획관리참모부장
- 2002년 10월 ~ 2004년 5월: 육군 2군단장
- 2004년 5월 ~ 2005년 4월: 합동참모본부 작전본부장
- 2005년 4월 ~ 2006년 11월 : 제3야전군 사령관
- 2006년 11월 ~ 2008년 3월: 제33대 합동참모본부 의장
- 2008년 4월: 육군 대장 예편
- 2008년 4월 ~ 2010년 7월: 국방과학연구소 연구자문위원(비상근)
- 2010년 12월 4일 ~ 2014년 6월 29일: 제43대 국방부 장관[17]
- 2014년 6월 1일 ~ 2017년 5월 21일: 제2대 국가안보실장
- 2023년 5월 ~ 2025년 6월: 대통령 직속 국방혁신위원회 위원
- 2023년 6월 ~ : 재단법인 백선엽장군기념재단 이사장 겸 백선엽장군기념사업회 이사장

## 상훈
- 미국 국방부 공로훈장(2008년 3월 25일[18])
- 2008년 보국훈장 통일장

## 같이 보기
- 김장수
- 이진삼
- 김태영
- 윤광웅
- 정수성